# Associação Atlética Nova Venécia
A Associação Atlética Nova Venécia é um clube de futebol brasileiro da cidade de Nova Venécia no estado do Espírito Santo.

## História
A Associação Atlética Nova Venécia foi fundada em 25 de abril de 1983 e em 18 de agosto de 1985 protagonizou um amistoso inédito, quando ainda como time amador, trouxe o Vasco da Gama, que na época tinha em Roberto Dinamite seu maior ídolo, Romário foi lançado pelo então treinador Antônio Lopes e marcou naquele jogo seus dois primeiros gols como atleta profissional.
Em 1991, o time foi profissionalizado e disputou a segunda divisão capixaba ficando em terceiro lugar. Em, 1992 foi campeão capixaba da segunda Divisão e no mesmo ano disputou a primeira divisão do Estado pela primeira vez com ótima campanha prosseguindo na primeira divisão até 1995 quando foi rebaixado e abandonou o futebol retornando em 2001 quando foi vice-campeão da segunda divisão retornando à elite do futebol capixaba em 2002.
O time disputou a primeira divisão em 2002 e em 2003 voltou a ser rebaixado e já em 2004 foi vice-campeão da segunda divisão novamente e disputou a primeira divisão em 2005 voltando a ser rebaixado e paralisou suas atividades até os dias de hoje.
Um detalhe especial marca a vida esportiva da Associação Atlética Nova Venécia.
Em 2001, depois de ter ficado cinco anos com suas atividades paralisadas a equipe retornou depois que uma pesquisa popular foi realizada na cidade de Nova Venécia. Desportistas da cidade, entre eles o presidente da equipe José Renato Ferrari e o juiz da Comarca na ocasião, Sérgio Ricardo de Souza, lideraram uma pesquisa popular para se saber qual nome de "fantasia" o time deveria receber ao retornar no futebol profissional. Foi assim que, por maioria esmagadora de votos, em campanha feita pelo jornal A Notícia (Nova Venécia), que a Associação Atlética Nova Venécia passou a ser conhecida popularmente por Veneciano.
A empresa continua a mesma até os dias de hoje e o nome Veneciano é uma alusão ao time mais popular que o Município já teve e foi fundado em 13 de agosto de 1952, mas paralisou sus atividades em 1979 quando dois jogadores (Ferreia e Michila, este irmão do folclórico Fio Maravilha), e o então treinador Getúlio Martins morreram durante acidente automobilistico, quando time ocupava a vice liderança do Campeonato Capixaba.
O retorno do Veneciano (Associação Atlética Nova Venécia),  está previsto para este ano de 2010 e com as cores azul e  branco, cores do Veneciano, original.

## Títulos
- Campeonato Capixaba - Série B: 1992
- Vice-campeão Campeonato Capixaba - Série B: 2004